# Молотичі
Молотичі (рос. Молотычи) — село в Фатезькому районі Курської області Російської Федерації.
Населення становить 442 особи. Входить до складу муніципального утворення Молотичевська сільрада.

## Історія
Населений пункт розташований на території українського етнічного та культурного краю Східна Слобожанщина.
Від 2004 року входить до складу муніципального утворення Молотичевська сільрада.

## Населення
| 2002 | 2010 |
| ---- | ---- |
| 571  | ↘442 |